# Aggrogant
Aggrogant ist das erste Mixtape des Rappers G-Hot. Es erschien am 17. November 2006 über das Berliner Label Aggro Berlin. Aggrogant ist die erste und einzige Soloveröffentlichung, welche der Rapper während seiner Vertragszeit bei Aggro Berlin veröffentlichte.

## Entstehung
Nachdem G-Hot 2005 durch seinen Beitrag auf dem Song Jump, Jump von DJ Tomekk seinen Bekanntheitsgrad stark gesteigert hatte, folgte Ende 2005 die Vertragsunterzeichnung bei dem Berliner Independent-Label Aggro Berlin. Dort erschien der Labelsampler Aggro Ansage Nr. 5, welcher G-Hot seine erste Goldene Schallplatte einbrachte. Im Folgenden begann der Rapper an den Arbeiten an seinem ersten Solotonträger. In einem Interview vor der Veröffentlichung von Aggrogant äußerte sich G-Hot zu der Produktion des Mixtapes.

„Der kreative Teil von mir ist getan und von den 40 Tracks hab ich jetzt 20 Stück ausgesucht. Ich hätte auch locker zwei CDs machen können. Aber ich hab das Beste ausgesucht und auch stark selektiert. Mit meinem Kumpel, Boss A, hab ich auch jede Menge Tracks gemacht und von den zehn Tracks werden zwei Stück auf das Mixtape kommen.“

## Titelliste
1. G-Hot es geschafft (feat. Fler) – 3:40
2. A.G.G.R.O. Mafia (feat. Fler) – 2:47
3. Von A nach B – 4:40
4. Ab wann bist du ein Gee? – 4:29
5. Wieviele Rapper rappen – 4:01
6. Skit – 0:09
7. Berliner Sommer (feat. Boss A) – 4:04
8. Ja, Ja, Ja, Ja, Ja (feat. Fler) – 3:52
9. Titten & Popo’z (feat. Sido & B-Tight) – 4:13
10. Rette sich wer kann! – 3:17
11. Der Hater Song – 3:26
12. Blackout – 3:21
13. 62 Assis (feat. B-Tight) – 3:23
14. Wer will jetzt Streit? (feat. Fler) – 3:32
15. Du Opfer Part II – 2:49
16. Alles worum es geht! (feat. Frauenarzt) – 2:45
17. 3 Loch Zicke (feat. Boss A, Major & MV Schlampe) – 3:53
18. Schlabber Schlabber (feat. MOK) – 3:44
19. Mein bester Freund – 3:43
20. Arm oder reich (feat. MC Bogy) – 2:25
21. Ach ja, damals – 3:05
22. Outro – 2:44

## Texte

### Humoristische Texte
G-Hot lässt in seinen Texten vereinzelt humoristische Elemente mit einfließen. Dies kommt zum Beispiel bei der Verwendung zahlreicher Metaphern zum Ausdruck. Auf Aggrogant hervorzuheben ist das Musikstück Mein bester Freund. Dieses ist ein Liebeslied, welches sich an den Penis des Rappers richtet.

„Ich hab’ ein Lied geschrieben für meinen besten Freund. Er ist sehr gut aussehend und immer sexy gebräunt. Ich bin sein Friseur, er ist frisch rasiert. Ihm geht’s immer gut, sein Leben läuft wie geschmiert. […] Er spuckt Frauen ins Gesicht und verteilt den ganzen Tag Schellen, er kriegt mehr Massagen als die Nationalelf. Er ist nicht schüchtern, doch verkriecht sich immer gleich ins Loch. Er fühlt sich wohl im Arsch, auch wenn es schon mal nach Scheiße roch. Er hat erst gestern drei Weibern in den Arsch geschossen, er ist ein Egoist und meidet seine Artgenossen.“

### Disstracks
Aggrogant beinhaltet das Lied Du Opfer Part II. Dieses ist ein Diss-Song, der sich gegen den Rapper Eko Fresh richtet. Im Jahr 2005 erschien der erste Teil des Musikstückes von B-Tight und Fler auf einer CD des Hip-Hop-Magazins Juice. Du Opfer Part II wurde bereits vor Veröffentlichung des Mixtapes gratis von Aggro Berlin zur Verfügung gestellt.

„Du willst in Kreuzberg chillen? Du kriegst die Flasche ins Gesicht. Ihr habt den falschen geboxt, der mit der Flasche war ich. Du Flasche bist nichts und hast nur in Köln gechillt. Du bist kein Berliner, du wandelndes Röntgenbild. Du bist kein Ghetto-Junge, du bist aus einem Dorf gekommen. Fler rappt jetzt mit Muhabbet, du hast nur einen Korb bekommen. Von deinem Mixtape verkaufst du 2.000, davon musstest du die Hälfte selber einkaufen. Du dummer Scheißhaufen wärst gerne korpulent. Du willst mich Mongo nennen, doch du bist kein Konkurrent. Papa ist zurück, ihr seid nur Kinder, die rumtoben. Ersguterjunge – Helden in Strumpfhosen.“

## Produktionen
Da es sich bei Aggrogant um ein Mixtape handelt, stammen zahlreiche Beats von bereits veröffentlichten Tonträgern amerikanischer Rapper. In der ursprünglichen Planung waren für das Mixtape keine Beats von amerikanischen Produzenten geplant. G-Hot wollte seine Beats selber produzieren, was allerdings an seiner geringen Erfahrung bei der Produktion scheiterte.

„Ich habe jetzt im Endeffekt fast alles auf Amibeats und fünf Beats von anderen Leuten. Vier Stück davon haben die Illuminatis, Shuko und P, produziert. Die machen wirklich super Beats. Und einen Beat hab ich von Beatzarre, der ja auch für Prinz Porno produziert. Ich hatte zwar auch Beats von einigen Anderen und auch schon meine Texte drauf gerappt, mich aber nachher doch für Amibeats entschieden, da es dann finanziell einfach viel besser für mich aussehen wird. Denn dann müsste ich noch die ganzen Produzenten bezahlen.“

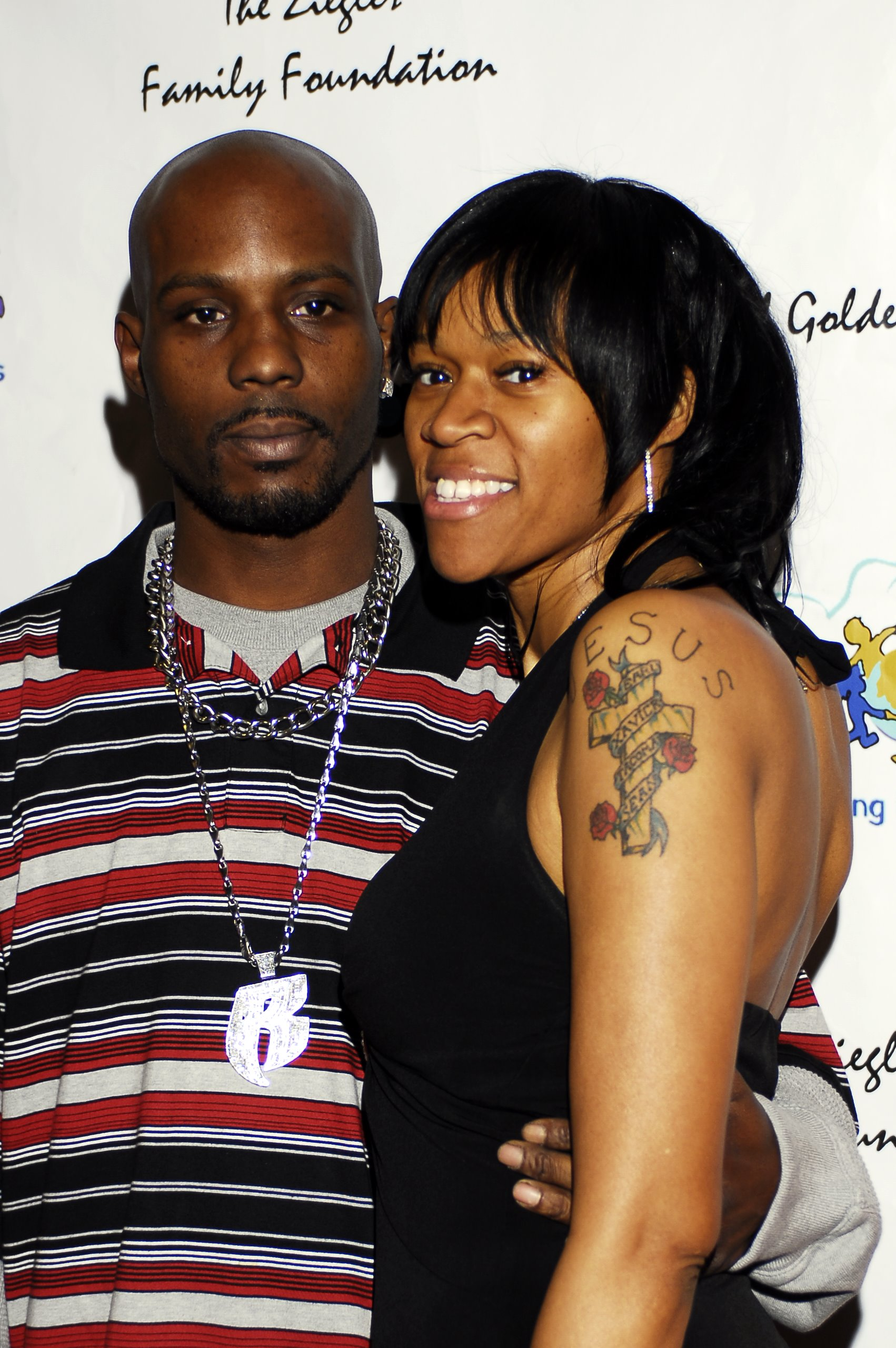
DMX (links)

Die Produktion von G-Hot es geschafft stammt von dem Fat-Joe-Song My Lifestyle, der Beat von Ab wann bist du ein Gee? von dem Ludacris-Titel Blow It Out, die Melodie von Wieviele Rapper rappen von dem Bon-Jovi-Song Runaway und der Beat von Titten & Popo'z von dem Titel Still Tippin’ der Rapper Mike Jones, Paul Wall und Slim Thug. Aus dem G-Unit-Album Beg for Mercy wurde des Weiteren der Beat von Salute U für den Titel Von A nach B verwendet. A.G.G.R.O. Mafia wurde von G-Hot auf der Produktion von Boobas N10, Wer will jetzt Streit? auf den Beat von Cam’rons Wet Wipes, Du Opfer Part II auf der Produktion von Go to Sleep der Rapper Eminem, DMX und Obie Trice und Ach ja, damals auf die Melodie des Van-Halen-Songs Right now gerappt. Zwei Tracks des Mixtapes sind Liedern des Duos Capone-N-Noreaga entnommen. Diese sind Alles worum es geht! (von Bang Bang) und Arm oder reich (von Blood Money). Außerdem wurde für den Titel Schlabber Schlabber der Beat zu der D4L-Single Laffy Taffy und für das Outro die Melodie zu November Rain von Guns N’ Roses verwendet.

## Gastbeiträge

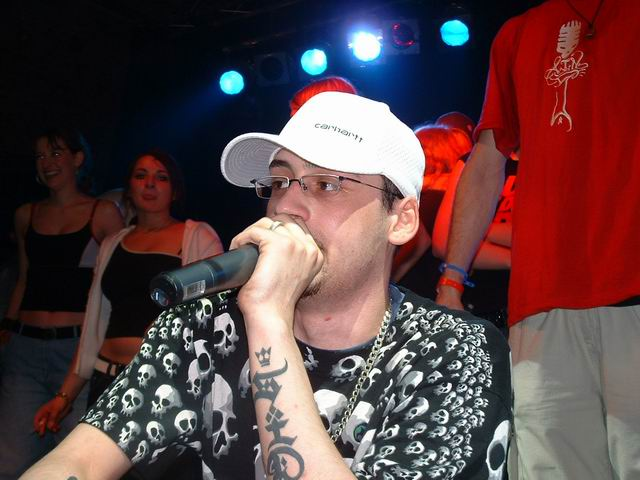
Sido, der auf dem Lied Titten & Popo’z zu hören ist

Auf insgesamt elf der zweiundzwanzig Songs sind Features zu hören. Fler, mit welchem G-Hot zur Zeit der Veröffentlichung eng befreundet war, ist an vier Liedern beteiligt. Auch die Aggro Berlin-Rapper Sido und B-Tight sind mit Gastbeiträgen vertreten. Aus dem engeren Freundeskreis von G-Hot ist außerdem Boss A vertreten. Dieser war 2005 unter anderem an dem H.A.C.K.-Projekt um Marcus Staiger und Big Derill Mack beteiligt und nahm später mit G-Hot den Track Keine Toleranz, welcher zu G-Hots endgültigem Ausscheiden aus dem Umfeld Aggro Berlins führte, auf.

„Mit dem hab' ich schon vorher […] gerappt und abgehangen. Der rappt […] schon länger als ich und wir haben uns zusammen ein kleines Studio aufgebaut und rumprobiert. Wir hatten auch eine CD gemacht, die aber in meinen Augen sehr wack war, weil wir nichts konnten. Aber ich vergesse jetzt nicht meine Freunde, nur weil ich bei ‚Aggro‘ bin. Und Boss A ist in meinen Augen ein guter Rapper und mein Homie […]“

Des Weiteren treten Frauenarzt, MOK, MC Bogy sowie Major und MV Schlampe mit je einem Gastbeitrag auf Aggrogant auf.

## Covergestaltung
Das Cover zeigt den Rapper vor einem schwarzen Hintergrund. G-Hot sitzt mit heruntergelassener Hose auf einer Toilette. Ein Aggro-Berlin-Schal hängt über G-Hots Schulter, auf dem Kopf trägt der Rapper ein weißes Käppi. Auf dem Boden, verteilt um G-Hots Füße, sind Waschbecken und Klopapierrollen zu erkennen. Vom Betrachter aus rechts steht in weißer Schrift G-Hot und darunter der Titel Aggrogant. Über dem Schriftzug sind in weißer Farbe gezeichnete Flammen abgebildet. In der rechten unteren Ecke kann der Betrachter das Aggro-Berlin-Logo sehen.

## Videos
Zu Aggrogant wurde ein Video produziert. Dieses ist der Clip zum Song G-Hot es geschafft, auf welchem G-Hots Förderer Fler die Hookline beisteuert. Für das Video wurden Aufnahmen der beiden Rapper am Bahnhof, im Auto und im Studio gemacht. Außerdem sprüht Fler einige Graffiti-Tags an Wände. Das Video wurde umsonst im Internet auf Aggro-Berlins-Video-Homepage Aggro.tv zur Verfügung gestellt.

## Rezeption

### Rezensionen
Die Kritiken, die zum Mixtape Aggrogant verfasst wurden, fielen zu einem Großteil negativ aus. Als Beispiele lassen sich die Bewertungen von drei Internetplattformen, die sich mit dem Tonträger von G-Hot auseinandergesetzt haben, heranziehen.
Die Kritiker der Internetseite Laut.de gaben G-Hots Mixtape lediglich einen von fünf möglichen Bewertungspunkten. Damit erhielt der Rapper von der Redaktion die niedrigste Bewertung, die möglich ist. In der Begründung wurde der Tonträger als „weder interessant, noch innovativ oder amüsant“ bezeichnet. Des Weiteren kritisiert die Autorin Dani Fromm die geringe Themenvielfalt und die simplen Reime.

„Immer der gleiche Ausdruck. Immer der gleiche Klang. Immer der gleiche Flow. Immer die gleichen spätpubertären Sexphantasien. Immer das gleiche Platzhirsch-Gehabe. Immer den Harten markieren. Immer Party, Saufen, Prügeln, Prollen. Immer schön den Schwanz in jedes verfügbare Loch schieben. Immer die ganze verdammte Einfallslosigkeit. Ich kann es nicht mehr hören. Scheiße, Jungs, Rap darf alles. Das einzige Gebot: Du sollst nicht langweilen!“

Eine ähnlich negative Meinung liefern die Autoren der Internetseite Worldofhiphop.de. Auch diese gestehen dem ersten Mixtape von G-Hot nur einen von möglichen fünf Bewertungspunkten zu. Insbesondere ein kaum vorhandener Flow sowie einfallslose Punchlines werden negativ kritisiert.

„Er hat einfach nichts Neues zu erzählen, denn um Credibility-Fragen geht es immer erst dann, wenn das Erzählte auch spannend oder abstrus genug ist. G-Hot ist im Endeffekt einfach ein Rapper, der noch in den Untergrund oder besser ins Homestudio gehört, für die Charts ist er raptechnisch auf keinen Fall bereit.“

Auch die Review der Internetseite WebBeatz.de sieht Aggrogant als „Musik für pubertierende Teenager“ an. Dennoch wird in der Kritik hervorgehoben, dass das Mixtape als „Gesamtwerk“ unterhaltsamer als das wenige Wochen zuvor erschienene X-Tasy des Aggro-Berlin-Rappers B-Tight ist und einige unterhaltsame Songs enthält.

„Dass da wie gewohnt mit ‚Berliner Sommer‘, ‚Ja, ja, ja, ja, ja‘ und dem für ein ganz leichtes Schmunzeln sorgende ‚Mein bester Freund‘ ein paar Songs musikalisch positiv herausstechen, überrascht nicht, denn das war bei Aggro-Veröffentlichungen in den letzten Jahren aufgrund etlicher beteiligter talentierter Producer immer so. Aber spannend ist hier letztendlich gar nichts. Was im Umkehrschluss wiederum auch nicht wirklich überrascht.“

### Geringer Erfolg
Aggrogant konnte trotz der Vermarktung durch das Berliner Label Aggro Berlin nicht in die deutschen Albumcharts einsteigen. Nachdem Aggro Berlin zuvor mit F.L.E.R. 90210, dem ersten Mixtape des Rappers Fler, auf Platz 19, Der Neue Standard, einem Mixtape des Produzentenduos Beathoavenz, auf Platz 81 und X-Tasy, der zweiten EP von B-Tight, auf Platz 55 der Albumcharts eingestiegen waren, war G-Hots Mixtape somit der einzige Tonträger des Labels im Jahr 2006, der keine Position in der Liste der 100 meistverkauften Alben der Woche belegen konnte.